# Método de Graham
Método de Graham, método da fita ou método fita durex é um exame parasitológico, para pesquisa de ovos de Enterobius vermicularis, Taenia saginata e Taenia solium. Uma fita adesiva é colocada ao fundo de um tubo de ensaio com a parte colante voltada para fora. A prega anal do paciente é então aberta e assim é encostado diversas vezes a parte colante naquela região perianal. A fita adesiva é então colocada em lâmina e observada em microscópio.